# Molina de Segura
Molina de Segura – gmina w Hiszpanii, w prowincji Murcja, w Murcji, o powierzchni 169,5 km². W 2011 roku gmina liczyła 67 382 mieszkańców.